# Gonomyia spinula
Gonomyia spinula là một loài ruồi trong họ Limoniidae. Chúng phân bố ở miền Cổ bắc.